# باشگاه فوتبال آ.ث. میلان در فصل ۲۱–۲۰۲۰
فصل ۲۱–۲۰۲۰، در تاریخچه‌ی آث میلان صد و بیست و دومین فصل در تاریخ این باشگاه و هشتاد و هفتمین (در مجموع صد و نهمین) آنها در لیگ برتر فوتبال ایتالیا بود. میلان در سری آ ، کوپا ایتالیا و لیگ اروپای یوفا شرکت کرد.

## بررسی اجمالی فصل
در ۲۲ ژوئیه ۲۰۲۰، استفانو پیولی سرمربی باشگاه، قرارداد خود را برای دو فصل دیگر تمدید کرد. این اتفاق پس از گزارش‌های متعدد از ارتباط رالف رانگنیک با باشگاه صورت پذیرفت. یک روز قبل میلان سهمیه پلی‌آف لیگ اروپا در فصل ۲۱–۲۰۲۰ را پس از کسب پیروزی خارج از خانه برابر ساسوئولو قطعی کرده‌بود.
در ۱ اکتبر ۲۰۲۰، میلان با شکست ریو آوه از پرتغال در ضربات پنالتی، به دور گروهی لیگ اروپا راه یافت. این پیروزی همچنین روند شکست ناپذیری باشگاه که از ۸ مارس ۲۰۲۰ آغاز شده بود را ادامه داد.
در ۵ نوامبر ۲۰۲۰، روند شکست ناپذیری میلان پس از ۲۴ بازی، با قبول شکست ۳–۰ برابر لیل در لیگ اروپا، شکسته شد. این رکورد، طولانی‌ترین دوران شکست ناپذیری باشگاه در ۲۴ سال گذشته بوده‌است.
در ۲۰ دسامبر ۲۰۲۰، رافائل لیائو با به‌ثمر رساندن گل در ثانیه ۶٫۷۶ برابر ساسوئولو، سریع‌ترین گل تاریخ سری آ و پنج لیگ برتر عضو یوفا را به نام خود ثبت کرد.
در ۲۳ دسامبر ۲۰۲۰، میلان در مسابقه برابر لاتسیو، به نخستین باشگاهی مبدل شد که در ۷۰ سال گذشته، در ۱۵ مسابقه متوالی لیگ، حداقل دو گل را به ثمر می‌رساند. این رکورد در ادامه به ۱۸ مسابقه گسترش یافت.
در پنجره نقل و انتقالات زمستانی، میلان پس از فروش لئو دوارچه و متئو موساکیو، برای نخستین در طول ۲۴ سال (از ۱۹۹۷)، در ترکیب اصلی خود بازیکنی از آمریکای جنوبی ندارد.

## بازیکنان

### اطلاعات ترکیب
تا تاریخ ۳۱ ژانویه ۲۰۲۰.
| شماره       | نام                | ملیت            | پست(ها)                                 | تاریخ تولد (سن)          | تاریخ ورود  | پایان قرارداد | ورود از            | هزینه انتقال | توضیحات                            | تعداد حضور  | تعداد گل    |
| دروازه‌بانان | دروازه‌بانان        | دروازه‌بانان     | دروازه‌بانان                             | دروازه‌بانان              | دروازه‌بانان | دروازه‌بانان   | دروازه‌بانان        | دروازه‌بانان  | دروازه‌بانان                        | دروازه‌بانان | دروازه‌بانان |
| ----------- | ------------------ | --------------- | --------------------------------------- | ------------------------ | ----------- | ------------- | ------------------ | ------------ | ---------------------------------- | ----------- | ----------- |
| ۱           | چیپریان تاتاروشانو | رومانی          | دروازه‌بان                               | ۹ فوریهٔ ۱۹۸۶ ‏(۳۹ سال)    | ۲۰۲۰        | ۲۰۲۳          | المپیک لیون        | €۵۰۰٬۰۰۰     |                                    | ۵           | ۰           |
| ۹۰          | انتونیو دوناروما   | ایتالیا         | دروازه‌بان                               | ۷ ژوئیهٔ ۱۹۹۰ ‏(۳۵ سال)    | ۲۰۱۷        | ۲۰۲۱          | آستراس تریپولی     | €۳۰۰٬۰۰۰     | از بخش جوانان                      | ۳           | ۰           |
| ۹۶          | آندریاس یونگدال    | دانمارک         | دروازه‌بان                               | ۲۲ فوریهٔ ۲۰۰۲ ‏(۲۳ سال)   | ۲۰۱۹        | ۲۰۲۲          | وایله بلدکلوب      | €۸۰۰٬۰۰۰     | از بخش جوانان                      | ۰           | ۰           |
| ۹۹          | جانلوئیجی دوناروما | ایتالیا         | دروازه‌بان                               | ۲۵ فوریهٔ ۱۹۹۹ ‏(۲۶ سال)   | ۲۰۱۵        | ۲۰۲۱          | بخش جوانان         | آزاد         | از بخش جوانان                      | ۲۲۹         | ۰           |
| مدافعان     |                    |                 |                                         |                          |             |               |                    |              |                                    |             |             |
| ۲           | دیوید کالابریا     | ایتالیا         | مدافع راست / مدافع چپ / هافبک میانی     | ۶ دسامبر ۱۹۹۶ ‏(۲۸ سال)   | ۲۰۱۵        | ۲۰۲۲          | بخش جوانان         | آزاد         | از بخش جوانان                      | ۱۳۷         | ۵           |
| ۵           | دیوگو دالو         | پرتغال          | مدافع راست / مدافع چپ / هافبک راست      | ۱۸ فوریهٔ ۱۹۹۹ ‏(۲۶ سال)   | ۲۰۲۰        | ۲۰۲۱          | منچستر یونایتد     | قرضی         |                                    | ۱۶          | ۱           |
| ۱۳          | آلسیو رومانیولی    | ایتالیا         | مدافع میانی / مدافع چپ                  | ۱۲ ژانویهٔ ۱۹۹۵ ‏(۳۰ سال)  | ۲۰۱۵        | ۲۰۲۲          | رم                 | €۲۵٬۰۰۰٬۰۰۰  | کاپیتان                            | ۲۱۲         | ۹           |
| ۱۹          | تئو ارناندز        | فرانسه          | مدافع چپ / هافبک چپ                     | ۶ اکتبر ۱۹۹۷ ‏(۲۷ سال)    | ۲۰۱۹        | ۲۰۲۴          | رئال مادرید        | €۲۰٬۰۰۰٬۰۰۰  |                                    | ۶۲          | ۱۱          |
| ۲۰          | پیر کالولو         | فرانسه          | مدافع راست / مدافع میانی                | ۵ ژوئن ۲۰۰۰ ‏(۲۵ سال)     | ۲۰۲۰        | ۲۰۲۵          | تیم دوم لیون       | €۴۸۰٬۰۰۰     |                                    | ۱۰          | ۱           |
| ۲۳          | فیکایو توموری      | انگلستان        | مدافع میانی / مدافع راست                | ۱۹ دسامبر ۱۹۹۷ ‏(۲۷ سال)  | ۲۰۲۱        | ۲۰۲۱          | چلسی               | قرضی         | آپشن برای ۲۸٬۰۰۰٬۰۰۰€              | ۲           | ۰           |
| ۲۴          | سیمون کیائر        | دانمارک         | مدافع میانی                             | ۲۶ مارس ۱۹۸۹ ‏(۳۶ سال)    | ۲۰۲۰        | ۲۰۲۲          | سویا               | €۲٬۵۰۰٬۰۰۰   |                                    | ۴۲          | ۰           |
| ۴۶          | متئو گابیا         | ایتالیا         | مدافع میانی / هافبک دفاعی               | ۲۱ اکتبر ۱۹۹۹ ‏(۲۵ سال)   | ۲۰۱۷        | ۲۰۲۳          | بخش جوانان         | آزاد         | از بخش جوانان                      | ۲۲          | ۰           |
| هافبک‌ها     |                    |                 |                                         |                          |             |               |                    |              |                                    |             |             |
| ۴           | اسماعیل بن ناصر    | الجزایر         | هافبک دفاعی / هافبک میانی               | ۱ دسامبر ۱۹۹۷ ‏(۲۷ سال)   | ۲۰۱۹        | ۲۰۲۴          | امپولی             | €۱۶٬۰۰۰٬۰۰۰  |                                    | ۵۳          | ۱           |
| ۸           | ساندرو تونالی      | ایتالیا         | هافبک میانی / هافبک دفاعی               | ۸ مهٔ ۲۰۰۰ ‏(۲۵ سال)       | ۲۰۲۰        | ۲۰۲۱          | برشا               | قرضی         | €۱۰٬۰۰۰٬۰۰۰ قرض + ۱۵٬۰۰۰٬۰۰۰€ آپشن | ۲۶          | ۰           |
| ۱۰          | هاکان چالهان‌اوغلو  | ترکیه           | هافبک هجومی / هافبک میانی / وینگر چپ    | ۸ فوریهٔ ۱۹۹۴ ‏(۳۱ سال)    | ۲۰۱۷        | ۲۰۲۱          | بایر لورکوزن       | €۲۰٬۰۰۰٬۰۰۰  |                                    | ۱۵۳         | ۲۹          |
| ۱۸          | سوالیو میته        | فرانسه          | هافبک میانی / هافبک دفاعی / هافبک هجومی | ۱۷ مارس ۱۹۹۴ ‏(۳۱ سال)    | ۲۰۲۱        | ۲۰۲۱          | تورینو             | قرضی         | €۵۰۰٬۰۰۰ قرض + ۸٬۰۰۰٬۰۰۰€ آپشن     | ۳           | ۰           |
| ۲۱          | براهیم دیاز        | اسپانیا         | هافبک هجومی / وینگر راست / وینگر چپ     | ۳ اوت ۱۹۹۹ ‏(۲۵ سال)      | ۲۰۲۰        | ۲۰۲۱          | رئال مادرید        | قرضی         |                                    | ۲۵          | ۴           |
| ۲۷          | دنیل مالدینی       | ایتالیا         | هافبک هجومی / وینگر چپ / مهاجم          | ۱۱ اکتبر ۲۰۰۱ ‏(۲۳ سال)   | ۲۰۲۰        | ۲۰۲۴          | بخش جوانان         | آزاد         | از بخش جوانان                      | ۱۱          | ۰           |
| ۳۳          | راده کرونیچ        | بوسنی و هرزگوین | هافبک میانی / هافبک هجومی / هافبک چپ    | ۷ اکتبر ۱۹۹۳ ‏(۳۱ سال)    | ۲۰۱۹        | ۲۰۲۴          | امپولی             | €۸٬۰۰۰٬۰۰۰   |                                    | ۴۰          | ۱           |
| ۷۹          | فرانک کسیه         | ساحل عاج        | هافبک میانی / هافبک دفاعی               | ۱۹ دسامبر ۱۹۹۶ ‏(۲۸ سال)  | ۲۰۱۷        | ۲۰۲۲          | آتالانتا           | €۲۴٬۰۰۰٬۰۰۰  |                                    | ۱۶۳         | ۲۳          |
| مهاجمان     |                    |                 |                                         |                          |             |               |                    |              |                                    |             |             |
| ۷           | سامو کاستیخو       | اسپانیا         | وینگر راست / وینگر چپ / مهاجم دوم       | ۱۸ ژانویهٔ ۱۹۹۵ ‏(۳۰ سال)  | ۲۰۱۸        | ۲۰۲۳          | ویارئال            | €۲۵٬۰۰۰٬۰۰۰  |                                    | ۹۱          | ۱۰          |
| ۹           | ماریو مانژوکیچ     | کرواسی          | مهاجم / وینگر چپ                        | ۲۱ مهٔ ۱۹۸۶ ‏(۳۹ سال)      | ۲۰۲۱        | ۲۰۲۱          | بدون باشگاه        | آزاد         |                                    | ۲           | ۰           |
| ۱۱          | زلاتان ابراهیموویچ | سوئد            | مهاجم                                   | ۳ اکتبر ۱۹۸۱ ‏(۴۳ سال)    | ۲۰۲۰        | ۲۰۲۱          | لس آنجلس گلکسی     | آزاد         |                                    | ۱۲۱         | ۸۱          |
| ۱۲          | انته ربیچ          | کرواسی          | وینگر چپ / مهاجم / مهاجم دوم            | ۲۱ سپتامبر ۱۹۹۳ ‏(۳۱ سال) | ۲۰۱۹        | ۲۰۲۵          | آینتراخت فرانکفورت | نامعلوم      |                                    | ۴۷          | ۱۴          |
| ۱۵          | ینس پتر هائوگه     | نروژ            | وینگر چپ / وینگر راست / مهاجم دوم       | ۱۲ اکتبر ۱۹۹۹ ‏(۲۵ سال)   | ۲۰۲۰        | ۲۰۲۵          | بوده/گلیمت         | €۴٬۰۰۰٬۰۰۰   |                                    | ۱۸          | ۴           |
| ۱۷          | رافائل لیائو       | پرتغال          | مهاجم / وینگر چپ / وینگر راست           | ۱۰ ژوئن ۱۹۹۹ ‏(۲۶ سال)    | ۲۰۱۹        | ۲۰۲۴          | لیل                | €۲۸٬۰۰۰٬۰۰۰  |                                    | ۵۵          | ۱۲          |
| ۵۶          | الکسیس سائلماکرز   | بلژیک           | وینگر راست / وینگر چپ / مدافع راست      | ۲۷ ژوئن ۱۹۹۹ ‏(۲۶ سال)    | ۲۰۲۰        | ۲۰۲۴          | اندرلشت            | €۷٬۲۰۰٬۰۰۰   |                                    | ۳۵          | ۴           |

## نقل و انتقالات

### پنجره تابستانی
قراردادهایی که پیش از این رسمی شده‌اند از ۱ سپتامبر ۲۰۲۰ مؤثر خواهند بود.

#### ورودی
| تاریخ           | پست       | بازیکن             | سن | انتقال از          | بها         | توضیحات                   | منبع              |
| --------------- | --------- | ------------------ | -- | ------------------ | ----------- | ------------------------- | ----------------- |
| ۱ ژوئیه ۲۰۲۰    | هافبک     | الکسیس سائلماکرز   | ۲۱ | اندرلشت            | ۳٫۷۰۰٫۰۰۰ € | از قرضی تا خرید قطعی      | [ ۷ ] [ ۸ ] [ ۹ ] |
| ۱۵ ژوئیه ۲۰۲۰   | مدافع     | سیمون کیائر        | ۳۱ | سویا               | ۲٫۵۰۰٫۰۰۰ € | از قرضی تا خرید قطعی      | [ ۱۰ ]            |
| ۱۴ اوت ۲۰۲۰     | مهاجم     | امیل روباک         | ۱۷ | هامارابی           | ۱٫۵۰۰٫۰۰۰ € | به تیم جوانان خواهد پیوست | [ ۱۱ ]            |
| ۲۱ اوت ۲۰۲۰     | مدافع     | پیر کالولو         | ۲۰ | تیم دوم لیون       | ۴۸۰٫۰۰۰ €   |                           | [ ۱۲ ]            |
| ۱۱ سپتامبر ۲۰۲۰ | دروازه‌بان | چیپریان تاتاروشانو | ۳۴ | المپیک لیون        | ۵۰۰٫۰۰۰ €   |                           | [ ۱۳ ]            |
| ۱۲ سپتامبر ۲۰۲۰ | مهاجم     | انته ربیچ          | ۲۶ | آینتراخت فرانکفورت | نامعلوم     | از قرضی تا خرید قطعی      | [ ۱۴ ]            |
| ۱ اکتبر ۲۰۲۰    | مهاجم     | ینس پتر هائوگه     | ۲۰ | بوده/گلیمت         | ۴٫۰۰۰٫۰۰۰ € |                           | [ ۱۵ ]            |

#### قرضی از باشگاه‌های دیگر
| تاریخ          | پست   | بازیکن        | سن | انتقال از      | بها          | توضیحات                                    | منبع   |
| -------------- | ----- | ------------- | -- | -------------- | ------------ | ------------------------------------------ | ------ |
| ۴ سپتامبر ۲۰۲۰ | هافبک | براهیم دیاز   | ۲۱ | رئال مادرید    | آزاد         |                                            | [ ۱۶ ] |
| ۹ سپتامبر ۲۰۲۰ | هافبک | ساندرو تونالی | ۲۰ | برشا           | ۱۰٫۰۰۰٫۰۰۰ € | ۱۵٫۰۰۰٫۰۰۰ € بند خرید + ۱۰٫۰۰۰٫۰۰۰ € پاداش | [ ۱۷ ] |
| ۴ اکتبر ۲۰۲۰   | مدافع | دیوگو دالو    | ۲۱ | منچستر یونایتد | نامعلوم      |                                            | [ ۱۸ ] |

#### بازگشت از قرض
| تاریخ        | پست   | بازیکن       | سن | انتقال از       | بها  | توضیحات                         | منبع |
| ------------ | ----- | ------------ | -- | --------------- | ---- | ------------------------------- | ---- |
| ۱ ژوئیه ۲۰۲۰ | مهاجم | Ismet Sinani | ۲۱ | Sicula Leonzio  | آزاد |                                 |      |
| ۱ اوت ۲۰۲۰   | مدافع | Leroy Abanda | ۲۰ | Neuchâtel Xamax | آزاد | مجدداً به تیم جوانان خواهد پیوست |      |

مجموع مخارج:  ۲۳٫۶۸ میلیون یورو

#### خروجی
| تاریخ           | پست       | بازیکن             | سن | انتقال از          | بها          | توضیحات              | منبع   |
| --------------- | --------- | ------------------ | -- | ------------------ | ------------ | -------------------- | ------ |
| ۱۳ ژوئیه ۲۰۲۰   | هافبک     | سوسو               | ۲۶ | سویا               | ۲۴٫۰۰۰٫۰۰۰ € | شرط خرید             | [ ۱۹ ] |
| ۸ اوت ۲۰۲۰      | مهاجم     | Siaka Haidara      | ۱۹ | Lecco              | آزاد         | از تیم جوانان        | [ ۲۰ ] |
| ۱۴ اوت ۲۰۲۰     | دروازه‌بان | Matteo Soncin      | ۱۹ | پرگولیتزه          | آزاد         | از تیم جوانان        | [ ۲۱ ] |
| ۱۴ اوت ۲۰۲۰     | مدافع     | Tommaso Merletti   | ۱۸ | Renate             | آزاد         | از تیم جوانان        | [ ۲۲ ] |
| ۱۸ اوت ۲۰۲۰     | هافبک     | Emanuele Torrasi   | ۲۱ | Imolese            | آزاد         | از تیم جوانان        | [ ۲۳ ] |
| ۱۹ اوت ۲۰۲۰     | مدافع     | ریکاردو رودریگز    | ۲۷ | تورینو             | ۳٫۰۰۰٫۰۰۰ €  | پس از بازگشت از قرض  | [ ۲۴ ] |
| ۲۷ اوت ۲۰۲۰     | دروازه‌بان | پپه رینا           | ۳۷ | لاتزیو             | آزاد         | پس از بازگشت از قرض  | [ ۲۵ ] |
| ۱ سپتامبر ۲۰۲۰  | هافبک     | لوکاس بیگلیا       | ۳۴ | Fatih Karagümrük   | آزاد         | پایان قرارداد        | [ ۲۶ ] |
| ۱ سپتامبر ۲۰۲۰  | هافبک     | جاکومو بوناونتورا  | ۳۱ | فیورنتینا          | آزاد         | پایان قرارداد        | [ ۲۷ ] |
| ۲ سپتامبر ۲۰۲۰  | مدافع     | Alberto Barazzetta | ۱۹ | Giana Erminio      | آزاد         | از تیم جوانان        | [ ۲۸ ] |
| ۱۰ سپتامبر ۲۰۲۰ | مهاجم     | آندره سیلوا        | ۲۴ | آینتراخت فرانکفورت | نامعلوم      | از قرضی تا خرید قطعی | [ ۲۹ ] |
| ۲۱ سپتامبر ۲۰۲۰ | مهاجم     | Riccardo Forte     | ۲۱ | Cavese             | نامعلوم      | پس از بازگشت از قرض  | [ ۳۰ ] |
| ۳۰ سپتامبر ۲۰۲۰ | هافبک     | لوکاس پاکتا        | ۲۳ | المپیک لیون        | ۲۰٫۰۰۰٫۰۰۰ € | ۱۵٪ از فروش بعدی     | [ ۳۱ ] |
| ۵ اکتبر ۲۰۲۰    | هافبک     | آلن هلیلویچ        | ۲۳ | بیرمنگام سیتی      | آزاد         | پس از بازگشت از قرض  | [ ۳۲ ] |

#### پایان قرض
| تاریخ          | پست       | بازیکن       | سن | انتقال از | بها  | توضیحات | منبع |
| -------------- | --------- | ------------ | -- | --------- | ---- | ------- | ---- |
| ۱ سپتامبر ۲۰۲۰ | دروازه‌بان | آسمیر بگوویچ | ۳۳ | بورنموث   | آزاد |         |      |

#### قرضی در باشگاه‌های دیگر
| تاریخ           | پست       | بازیکن            | سن | انتقال از    | بها  | توضیحات                          | منبع   |
| --------------- | --------- | ----------------- | -- | ------------ | ---- | -------------------------------- | ------ |
| ۹ ژوئیه ۲۰۲۰    | مهاجم     | Frank Tsadjout    | ۲۰ | شارلوا       | آزاد | قرضی                             | [ ۳۳ ] |
| ۲۱ اوت ۲۰۲۰     | دروازه‌بان | الساندرو پلیتزاری | ۲۰ | رجینا        | آزاد | پس از بازگشت از قرض              | [ ۳۴ ] |
| ۲۹ اوت ۲۰۲۰     | هافبک     | Marco Brescianini | ۲۰ | ویرتوس انتلا | آزاد | از تیم جوانان                    | [ ۳۵ ] |
| ۱۴ سپتامبر ۲۰۲۰ | هافبک     | Alessandro Sala   | ۱۹ | چزنا         | آزاد | از تیم جوانان                    | [ ۳۶ ] |
| ۱۸ سپتامبر ۲۰۲۰ | مهاجم     | Frank Tsadjout    | ۲۱ | چیتادلا      | آزاد | پس از پایان زمان قرض پیش‌بینی شده | [ ۳۷ ] |
| ۲۳ سپتامبر ۲۰۲۰ | هافبک     | Tommaso Pobega    | ۲۱ | اسپتزیا      | آزاد | پس از بازگشت از قرض              | [ ۳۸ ] |
| ۲۴ سپتامبر ۲۰۲۰ | مدافع     | Gabriele Galardi  | ۱۸ | Viterbese    | آزاد | از تیم جوانان                    | [ ۳۹ ] |
| ۲ اکتبر ۲۰۲۰    | هافبک     | امیر موراتی       | ۲۰ | Pro Sesto    | آزاد | پس از بازگشت از قرض              | [ ۴۰ ] |
| ۳ اکتبر ۲۰۲۰    | مدافع     | Gabriele Bellodi  | ۲۰ | آلساندریا    | آزاد | پس از بازگشت از قرض              | [ ۴۱ ] |
| ۵ اکتبر ۲۰۲۰    | مهاجم     | Gabriele Capanni  | ۱۹ | چزنا         | آزاد | پس از بازگشت از قرض              | [ ۴۲ ] |
| ۵ اکتبر ۲۰۲۰    | مدافع     | دیگو لاکسالت      | ۲۷ | سلتیک        | آزاد |                                  | [ ۴۳ ] |

مجموع ورودی:  ۴۷ میلیون یورو

### پنجره زمستانی
قراردادهایی که پیش از این رسمی شده‌اند از ۲ ژانویه ۲۰۲۱ مؤثر خواهند بود.

#### ورودی
| تاریخ          | پست   | بازیکن         | سن | انتقال از | بها  | توضیحات | منبع   |
| -------------- | ----- | -------------- | -- | --------- | ---- | ------- | ------ |
| ۱۹ ژانویه ۲۰۲۱ | مهاجم | ماریو مانجوکیچ | ۳۴ | بدون تیم  | آزاد |         | [ ۴۴ ] |

#### قرضی از باشگاه‌های دیگر
| تاریخ          | پست   | بازیکن        | سن | انتقال از | بها       | توضیحات          | منبع          |
| -------------- | ----- | ------------- | -- | --------- | --------- | ---------------- | ------------- |
| ۱۵ ژانویه ۲۰۲۱ | هافبک | سوالیو میته   | ۲۶ | تورینو    | ۵۰۰٬۰۰۰ € | قرضی با بند خرید | [ ۴۵ ] [ ۴۶ ] |
| ۲۲ ژانویه ۲۰۲۱ | مدافع | فیکایو توموری | ۲۳ | چلسی      | نامعلوم   | قرضی با بند خرید | [ ۴۷ ]        |

#### بازگشت از قرض
مجموع مخارج:  ۰٫۵ میلیون یورو

#### خروجی
| تاریخ          | پست   | بازیکن       | سن | انتقال از     | بها  | توضیحات | منبع   |
| -------------- | ----- | ------------ | -- | ------------- | ---- | ------- | ------ |
| ۲۷ ژانویه ۲۰۲۱ | مدافع | متئو موساکیو | ۳۰ | لاتزیو        | آزاد |         | [ ۴۸ ] |
| ۱ فوریه ۲۰۲۱   | مهاجم | Ismet Sinani | ۲۱ | U.S.G. Sedico | آزاد |         | [ ۴۹ ] |

#### قرضی در باشگاه‌های دیگر
| تاریخ          | پست   | بازیکن           | سن | انتقال از         | بها  | توضیحات                          | منبع   |
| -------------- | ----- | ---------------- | -- | ----------------- | ---- | -------------------------------- | ------ |
| ۱۱ ژانویه ۲۰۲۱ | مدافع | لئو دوارچه       | ۲۴ | استانبول باشاک‌شهر | آزاد | ۱۸ ماه قرض با بند خرید           | [ ۵۰ ] |
| ۲۱ ژانویه ۲۰۲۱ | مدافع | آندره‌آ کونتی     | ۲۶ | پارما             | آزاد | قرضی با بند خرید                 | [ ۵۱ ] |
| ۲۲ ژانویه ۲۰۲۱ | مدافع | Gabriele Galardi | ۱۸ | Lucchese          | آزاد | پس از پایان زمان قرض پیش‌بینی شده | [ ۵۲ ] |
| ۲۵ ژانویه ۲۰۲۱ | مهاجم | لورنزو کولومبو   | ۱۸ | کرمونزه           | آزاد |                                  | [ ۵۳ ] |
| ۳۰ ژانویه ۲۰۲۱ | هافبک | Emir Murati      | ۲۰ | Vibonese          | آزاد | پس از پایان زمان قرض پیش‌بینی شده | [ ۵۴ ] |
| ۳۰ ژانویه ۲۰۲۱ | مهاجم | Luan Capanni     | ۲۰ | راسینگ سانتاندر   | آزاد |                                  | [ ۵۵ ] |
| ۱ فوریه ۲۰۲۱   | هافبک | Alessandro Sala  | ۱۹ | Pro Sesto         | آزاد | پس از پایان زمان قرض پیش‌بینی شده | [ ۵۶ ] |

مجموع ورودی: ۰ میلیون یورو

## پیش‌فصل و دوستانه
| ۲ سپتامبر ۲۰۲۰ دوستانه | میلان                                       | ۴–۲   | نووارا           | کارناگو، ایتالیا                                            |
| ۱۷:۰۰ CEST (یوتی‌سی ۲+) | پاکتا ۲۶'، ۵۷' · لاکسالت ۳۲' · کالابریا ۴۷' | گزارش | Bellich ۱۰'، ۱۳' | ورزشگاه: میلانلو تماشاگران: ۰ داور: لوکا دی آنجلی (ایتالیا) |

| ۹ سپتامبر ۲۰۲۰ دوستانه | میلان                                                     | ۵–۱   | ویچنزا ویرتوس | کارناگو، ایتالیا                                                |
| ۱۷:۰۰ CEST (یوتی‌سی ۲+) | کاستیخو ۱۱'، ۳۰' · کولومبو ۲۲' · دیاز ۷۵' · استانیا ۲+۹۰' | گزارش | Guerra ۵۶'    | ورزشگاه: میلانلو تماشاگران: ۰ داور: الساندرو دی گراچی (ایتالیا) |

| ۱۲ سپتامبر ۲۰۲۰ دوستانه | میلان                                | ۳–۱   | برشا       | کارناگو، ایتالیا                                            |
| ۱۷:۰۰ CEST (یوتی‌سی ۲+)  | کسیه ۴۰' · کولومبو ۴۹' · کاستیخو ۶۱' | گزارش | Ghezzi ۷۴' | ورزشگاه: میلانلو تماشاگران: ۰ داور: کوین بوناچینا (ایتالیا) |

## رقابت‌ها

### نگاه اجمالی
| رقابت        | اولین بازی      | آخرین بازی     | شروع دور     | جایگاه نهایی  | آمار | آمار | آمار | آمار | آمار | آمار | آمار | آمار   |
| رقابت        | اولین بازی      | آخرین بازی     | شروع دور     | جایگاه نهایی  | بازی | ب    | ت    | ش    | گ‌ز   | گ‌خ   | ت‌گ   | % برد  |
| ------------ | --------------- | -------------- | ------------ | ------------- | ---- | ---- | ---- | ---- | ---- | ---- | ---- | ------ |
| سری آ        | ۲۱ سپتامبر ۲۰۲۰ | ۲۳ مه ۲۰۲۱     | هفته اول     |               | ۲۱   | ۱۵   | ۴    | ۲    | ۴۵   | ۲۳   | ۲۲+  | ۰۷۱    |
| کوپا ایتالیا | ۱۲ ژانویه ۲۰۲۱  | ۲۶ ژانویه ۲۰۲۱ | یک‌هشتم نهایی | یک‌چهارم نهایی | ۲    | ۰    | ۱    | ۱    | ۱    | ۲    | ۱−   | ۰۰۰٫۰۰ |
| لیگ اروپا    | ۲۲ اکتبر ۲۰۲۰   |                | دور گروهی    |               | ۶    | ۴    | ۱    | ۱    | ۱۲   | ۷    | ۵+   | ۰۶۷    |
| مجموع        | مجموع           | مجموع          | مجموع        | مجموع         | ۲۹   | ۱۹   | ۶    | ۴    | ۵۸   | ۳۲   | ۲۶+  | ۰۶۶    |

آخرین به‌روزرسانی در: ۷ فوریه ۲۰۲۱

منبع: Soccerway

### سری آ

#### خلاصه نتایج
| مجموع | مجموع  | مجموع | مجموع | مجموع | مجموع | مجموع | مجموع | خانه | خانه | خانه | خانه | خانه | خانه | مهمان | مهمان | مهمان | مهمان | مهمان | مهمان |
| بازی  | امتیاز | پ     | ت     | ش     | گ‌ز    | گ‌خ    | ت‌گ    | پ    | ت    | ش    | گ‌ز   | گ‌خ   | ت‌گ   | پ     | ت     | ش     | گ‌ز    | گ‌خ    | ت‌گ    |
| ----- | ------ | ----- | ----- | ----- | ----- | ----- | ----- | ---- | ---- | ---- | ---- | ---- | ---- | ----- | ----- | ----- | ----- | ----- | ----- |
| ۲۱    | ۴۹     | ۱۵    | ۴     | ۲     | ۴۵    | ۲۳    | ۲۲+   | ۶    | ۳    | ۲    | ۲۴   | ۱۵   | ۹+   | ۹     | ۱     | ۰     | ۲۱    | ۸     | ۱۳+   |

آخرین بروزرسانی: ۷ فوریه ۲۰۲۱

منبع: مسابقات رقابتی

پ = پیروزی؛ ت = تساوی؛ ش = شکست؛ گ‌ز = گل زده؛ گ‌خ = گل خورده؛ ت‌گ = تفاضل گل

#### نتایج بر پایه دور مسابقات
| Round  | 1 | 2 | 3 | 4 | 5 | 6 | 7 | 8 | 9 | 10 | 11 | 12 | 13 | 14 | 15 | 16 | 17 | 18 | 19 | 20 | 21 | 22 | 23 |
| ------ | - | - | - | - | - | - | - | - | - | -- | -- | -- | -- | -- | -- | -- | -- | -- | -- | -- | -- | -- | -- |
| زمین   | خ | ب | خ | ب | خ | ب | خ | ب | خ | ب  | خ  | ب  | ب  | خ  | ب  | خ  | خ  | ب  | خ  | ب  | خ  | ب  | خ  |
| نتیجه  | W | W | W | W | D | W | D | W | W | W  | D  | D  | W  | W  | W  | L  | W  | W  | L  | W  | W  |    |    |
| جایگاه | ۴ | ۵ | ۲ | ۱ | ۱ | ۱ | ۱ | ۱ | ۱ | ۱  | ۱  | ۱  | ۱  | ۱  | ۱  | ۱  | ۱  | ۱  | ۱  | ۱  | ۱  |    |    |

#### مسابقات
| ۲۱ سپتامبر ۲۰۲۰ ۱         | میلان                                                            | ۲–۰   | بولونیا                                                 | میلان                                |
| ۲۰:۴۵ CEST (یوتی‌سی ۲:۰۰+) | ابراهیموویچ ۳۵'، ۵۰' (.پ) · کاستیخو '۴۰ · کرونیچ '۸۶ · گابیا '۸۹ | گزارش | دومنیگز '۱۸ · Dijks '۳۱ '۸۸ · تومیاسو '۷۴ · سانسونه '۸۲ | ورزشگاه: سن سیرو داور: فدریکو لا پنا |

| ۲۷ سپتامبر ۲۰۲۰ ۲         | کروتونه      | ۰–۲   | میلان                                                              | کروتون                                |
| ۱۸:۰۰ CEST (یوتی‌سی ۲:۰۰+) | مارونه '۲+۴۵ | گزارش | کسیه ۲+۴۵' (.پ) · دیاز ۵۰' · گابیا '۶۳ · ارناندز '۷۸ · لئائو '۳+۹۰ | ورزشگاه: اتزیو شیدا داور: لوکا پایرتو |

| ۴ اکتبر ۲۰۲۰ ۳            | میلان                                          | ۳–۰   | اسپتزیا             | میلان                            |
| ۱۸:۰۰ CEST (یوتی‌سی ۲:۰۰+) | چالهان‌اوغلو '۴۷ · لئائو ۵۷'، ۷۸' · ارناندز ۷۶' | گزارش | Ricci '۳۲ Gyasi '۴۰ | ورزشگاه: سن سیرو داور: مارکو سرا |

| ۱۷ اکتبر ۲۰۲۰ ۴           | اینتر میلان                                      | ۱–۲   | میلان                                                   | میلان                                     |
| ۱۸:۰۰ CEST (یوتی‌سی ۲:۰۰+) | لوکاکو ۲۹' · بروزویچ '۶۴ · ویدال '۶۹ · حکیمی '۸۳ | گزارش | ابراهیموویچ ۱۳', ۱۳'، ۱۶', '۶۰ · کیایر '۲۲ · کسیه '۱+۴۵ | ورزشگاه: سن سیرو داور: مائوریتسیو ماریانی |

| ۲۶ اکتبر ۲۰۲۰ ۵          | میلان                                                                | ۳–۳   | رم                                                                   | میلان                               |
| ۲۰:۴۵ CET (یوتی‌سی ۱:۰۰+) | ابراهیموویچ ۲'، ۷۹' (.پ), '۷۵ · سلماکر ۴۷' · لئائو '۷۰ · ارناندز '۸۳ | گزارش | جکو ۱۴' · ورتو ۷۱' (.پ) · رودریگز '۷۷ · کریستانته '۸۱ · Kumbulla ۸۴' | ورزشگاه: سن سیرو داور: پیرو جاکوملی |

| ۱ نوامبر ۲۰۲۰ ۶          | اودینزه                                | ۱–۲   | میلان                                                   | اودینه                                          |
| ۱۲:۳۰ CET (یوتی‌سی ۱:۰۰+) | Becão '۲۴ · ارسلان '۳۹ · د پل ۴۸' (.پ) | گزارش | ارناندز '۱۳ · کسیه ۱۸' · دوناروما '۴۹ · ابراهیموویچ ۸۳' | ورزشگاه: فریولی تماشاگران: ۰ داور: مارکو دی بلو |

| ۸ نوامبر ۲۰۲۰ ۷          | میلان                                                     | ۲–۲   | هلاس ورونا                                                              | میلان                                           |
| ۲۰:۴۵ CET (یوتی‌سی ۱:۰۰+) | Magnani ۲۷' (.گ.خ) · بن ناصر '۵۴ · ابراهیموویچ ۶۵', ۳+۹۰' | گزارش | Barák ۶' · کالابریا ۱۹' (.گ.خ) · چکرینی '۳۳ · Lovato '۴۲ · Tameze '۱+۹۰ | ورزشگاه: سن سیرو تماشاگران: ۰ داور: مارکو گویدا |

| ۲۲ نوامبر ۲۰۲۰ ۸         | ناپولی                                 | ۱–۳   | میلان                                                                                  | ناپل                                               |
| ۲۰:۴۵ CET (یوتی‌سی ۱:۰۰+) | باکایوکو '۱۶ '۶۵ · مرتنز ۶۳' · روی '۸۲ | گزارش | ابراهیموویچ ۲۰'، ۵۴' · کالابریا '۴۷ · ربیچ '۵۹ · کسیه '۷۶ · کاستیخو '۸۵ · هائوگه ۵+۹۰' | ورزشگاه: سن پائولو تماشاگران: ۰ داور: پائولو والری |

| ۲۹ نوامبر ۲۰۲۰ ۹         | میلان                                                | ۲–۰   | فیورنتینا                                       | میلان                                             |
| ۱۵:۰۰ CET (یوتی‌سی ۱:۰۰+) | رومانیولی ۱۷' · کسیه ۲۸' (.پ), ۴۰', '۷۱ · ربیچ '۲+۴۵ | گزارش | پسلا '۲۵ کاستروویلی '۵۲ بیراگی '۸۷ امرابط '۱+۹۰ | ورزشگاه: سن سیرو تماشاگران: ۰ داور: روساریو آبیسو |

| ۶ دسامبر ۲۰۲۰ ۱۰         | سمپدوریا                             | ۱–۲   | میلان                           | جنوآ                                                        |
| ۲۰:۴۵ CET (یوتی‌سی ۱:۰۰+) | سیلوا '۲۶ · یانکتو '۲+۴۵ · اکدال ۸۳' | گزارش | کسیه '۵, ۴۵' (.پ) · کاستیخو ۷۷' | ورزشگاه: لوئیجی فراری تماشاگران: ۰ داور: جان‌پائولو کالوارسه |

| ۱۳ دسامبر ۲۰۲۰ ۱۱        | میلان                                               | ۲–۲   | پارما                                                             | میلان                                               |
| ۲۰:۴۵ CET (یوتی‌سی ۱:۰۰+) | ارناندز '۳۵, ۵۸'، ۱+۹۰' · کالابریا '۸۰ · کالولو '۸۳ | گزارش | هرنانی ۱۳' · Osorio '۴۱ · Kurtić ۵۶' · Iacoponi '۶۴ · اینگلزه '۷۶ | ورزشگاه: سن سیرو تماشاگران: ۰ داور: فرانچسکو فورنئو |

| ۱۶ دسامبر ۲۰۲۰ ۱۲        | جنوا                                           | ۲–۲   | میلان                                                               | جنوآ                                                   |
| ۲۰:۴۵ CET (یوتی‌سی ۱:۰۰+) | پلگرینی '۱۸ · دسترو ۴۷'، ۶۰' · Radovanović '۸۷ | گزارش | رومانیولی '۲۵ · کالابریا ۵۲' · کاستیخو '۵۴ · کالولو ۸۳' · لئائو '۸۳ | ورزشگاه: لوئیجی فراری تماشاگران: ۰ داور: دنیله اورساتو |

| ۲۰ دسامبر ۲۰۲۰ ۱۳        | ساسوئولو        | ۱–۲   | میلان                                                           | رجو نل امیلیا                                                           |
| ۱۵:۰۰ CET (یوتی‌سی ۱:۰۰+) | براردی '۶۵, ۸۹' | گزارش | لئائو ۱' · سلماکر ۲۶' · کسیه '۶۱ · کالابریا '۷۱ · رومانیولی '۸۸ | ورزشگاه: ماپی – چیتا دل تریکولوره تماشاگران: ۰ داور: مائوریتسیو ماریانی |

| ۲۳ دسامبر ۲۰۲۰ ۱۴        | میلان                                                             | ۳–۲   | لاتزیو                                                                                  | میلان                                            |
| ۲۰:۴۵ CET (یوتی‌سی ۱:۰۰+) | ربیچ ۱۰' · چالهان‌اوغلو ۱۷' (.پ) · کرونیچ '۴۱ · ارناندز '۷۸, ۲+۹۰' | گزارش | ایموبیله ۲۸', ۵۹' · لوئیس آلبرتو ۲۸', '۶۴ · Escalante '۳۹ · آکپا آکپرو '۸۰ · Muriqi '۸۸ | ورزشگاه: سن سیرو تماشاگران: ۰ داور: مارکو دی بلو |

| ۳ ژانویه ۲۰۲۱ ۱۵         | بنونتو                          | ۰–۲   | میلان                                                                    | بنونتو                                                     |
| ۱۸:۰۰ CET (یوتی‌سی ۱:۰۰+) | Schiattarella '۳۲ · کاپراری ۶۱' | گزارش | کسیه ۱۵' (.پ) · تونالی '۳۴ · چالهان‌اوغلو '۴۱ · لئائو ۴۹', '۸۰ · دالو '۷۸ | ورزشگاه: چیرو ویگوریتو تماشاگران: ۰ داور: فابریتسیو پاسکوآ |

| ۶ ژانویه ۲۰۲۱ ۱۶         | میلان                        | ۱–۳   | یوونتوس                                               | میلان                                                  |
| ۲۰:۴۵ CET (یوتی‌سی ۱:۰۰+) | کالابریا ۴۱' · رومانیولی '۹۰ | گزارش | کیه‌زا ۱۸'، ۶۲' · بنتنکور '۶۰ · دانیلو '۷۲ · مک‌کنی ۷۶' | ورزشگاه: سن سیرو تماشاگران: ۰ داور: ماسیمیلیانو ایراتی |

| ۹ ژانویه ۲۰۲۱ ۱۷         | میلان                                                                                              | ۲–۰   | تورینو                 | میلان                                            |
| ۲۰:۴۵ CET (یوتی‌سی ۱:۰۰+) | لئائو ۲۵', '۸۰ · کسیه ۳۶' (.پ) · دیاز '۳۸ · رومانیولی '۴۱ · تونالی '۲+۴۵ · دالو '۶۵ · کالابریا '۸۵ | گزارش | رینکون '۲۶ Segre '۲+۹۰ | ورزشگاه: سن سیرو تماشاگران: ۰ داور: فابیو مارسکا |

| ۱۸ ژانویه ۲۰۲۱ ۱۸        | کالیاری                  | ۰–۲   | میلان                                                     | کالیاری                                                 |
| ۲۰:۴۵ CET (یوتی‌سی ۱:۰۰+) | گودین '۸۳ Ceppitelli '۸۸ | گزارش | ابراهیموویچ ۷' (.پ)، ۵۲' · رومانیولی '۳۹ · سلماکر '۶۸ '۷۴ | ورزشگاه: ساردینیا آرنا تماشاگران: ۰ داور: روساریو آبیسو |

| ۲۳ ژانویه ۲۰۲۱ ۱۹        | میلان                | ۰–۳   | آتالانتا                                               | میلان                                                  |
| ۱۸:۰۰ CET (یوتی‌سی ۱:۰۰+) | ارناندز '۳۸ کسیه '۵۱ | گزارش | رومرو ۲۶' · ایلیچیچ ۵۳' (.پ) · زاپاتا ۷۷' · Gosens '۸۴ | ورزشگاه: سن سیرو تماشاگران: ۰ داور: مائوریتسیو ماریانی |

| ۳۰ ژانویه ۲۰۲۱ ۲۰        | بولونیا                            | ۱–۲   | میلان                                           | بولونیا                                              |
| ۱۵:۰۰ CET (یوتی‌سی ۱:۰۰+) | Dijks '۲۴ · سوریانو '۵۶ · پولی ۸۱' | گزارش | ابراهیموویچ ۲۶' · ربیچ ۲۶', '۵۱ · کسیه ۵۵' (.پ) | ورزشگاه: رناتو دلارا تماشاگران: ۰ داور: دنیله دوورتی |

| ۷ فوریه ۲۰۲۱ ۲۱          | میلان                                                                            | ۴–۰   | کروتونه     | میلان                                           |
| ۱۵:۰۰ CET (یوتی‌سی ۱:۰۰+) | ابراهیموویچ ۳۰'، ۶۴' · سلماکر '۳۶ · ربیچ ۶۹'، ۷۰' · رومانیولی '۸۲ · کالابریا '۸۶ | گزارش | Rispoli '۷۴ | ورزشگاه: سن سیرو تماشاگران: ۰ داور: لوکا پایرتو |

| ۱۳ فوریه ۲۰۲۱ ۲۲         | اسپتزیا | v | میلان | لا اسپتزیا                    |
| ۲۰:۴۵ CET (یوتی‌سی ۱:۰۰+) |         |   |       | ورزشگاه: Stadio Alberto Picco |

| ۲۱ فوریه ۲۰۲۱ ۲۳         | میلان | v | اینتر میلان | میلان            |
| ۱۵:۰۰ CET (یوتی‌سی ۱:۰۰+) |       |   |             | ورزشگاه: سن سیرو |

## گل فصل
۱- انته ربیچ (یوونتوس)
۲- براهیم دیاز (یوونتوس)
۳- رافائل لیائو (بنونتو)و فیکایو توموری (یوونتوس)